# Réseau d'aides spécialisées aux élèves en difficulté
 (janvier 2021).
Si vous disposez d'ouvrages ou d'articles de référence ou si vous connaissez des sites web de qualité traitant du thème abordé ici, merci de compléter l'article en donnant les références utiles à sa vérifiabilité et en les liant à la section « Notes et références ».
Le Réseau d'aides spécialisées aux élèves en difficulté (RASED) est une structure éducative instauré en France en 1990. Ces réseaux ont été créés afin de remédier aux limites que présentaient les groupes d'aide psychopédagogique (GAPP) et les classes d'adaptation. Ils consistent en l'intervention de professeurs spécialisés et de psychologues scolaires en renfort aux équipes enseignantes, dans le but de prévenir mais surtout de pallier l'échec scolaire au sein des écoles primaires. Il apporte une aide aux enfants en difficulté au sein des écoles primaires (maternelles et élémentaires).

## Caractéristiques
Les objectifs du RASED s'inscrivent désormais dans ceux fixés par les textes du 18 août 2014, ce qui a profondément modifié les principales caractéristiques des aides spécialisées définies auparavant par la circulaire de 2009. Le RASED participe à l'adaptation simultanée du milieu scolaire à l'enfant et de l'enfant au milieu scolaire. Il contribue à prévenir et à réduire les difficultés d'apprentissages ou relationnelles que les enfants rencontrent à l'école. En conséquence, il apporte un éclairage spécifique aux professeurs et aux parents. Il fournit, à l'intérieur de l'école, des aides spécialisées aux élèves en difficultés scolaires et/ou personnelles. Les objectifs principaux sont donc de prévenir et remédier aux difficultés scolaires persistantes qui, soit résistent aux aides apportées par les enseignants principaux, soit nuisent à la progression dans le cursus scolaire et/ou à l’insertion sociale, ou enfin, se traduisent par des écarts d’acquisition ou un défaut d’adaptation.
Les aides apportées ne se substituent pas pour autant à l'action du maître de la classe, elles l'accompagnent, la complètent, voire la prolongent, dans le souci d'instaurer ou de restaurer le désir d'apprendre. Pour se faire, une collaboration étroite doit s'établir entre les maîtres spécialisés et les enseignants. Le but principal est vraiment de prendre le problème en charge le plus tôt possible afin de trouver une remédiation adaptée. L’aide apportée par le réseau est personnalisable selon chaque cas.
Après une étude et une évaluation des difficultés de l'enfant, un projet  d'intervention est proposé non seulement à l'élève, à l'enseignant mais aussi aux parents. En effet, si l'autorisation des parents n'est pas nécessaire (sauf en cas de prise en charge individuelle), il est important qu'ils soient partie prenante dans le projet proposé. Très régulièrement, l'élève est évalué et le projet réadapté en fonction des résultats obtenus pour un meilleur suivi qui tend constamment vers l’amélioration.

## Le personnel
Le réseau est constitué d’une équipe de trois membres : un enseignant à dominante pédagogique, un enseignant à dominante relationnelle et un psychologue de l'éducation nationale. Chacun a une mission particulière et est appelé en fonction des difficultés qui ont été signalées. L'enseignant à dominante pédagogique s’occupe des problèmes propres aux apprentissages scolaires, l'enseignant à dominante relationnelle des problèmes liés aux rapports qu’un élève peut avoir avec l’école, davantage basé sur le « métier d’élève », et enfin le psychologue de l'éducation nationale prend en charge un suivi psychologique des élèves, qu’ils aient eu recours aux aides scolaires au sens strict ou non. 
Ces professionnels assurent le même nombre d'heures que les professeurs des écoles, dont un temps de synthèse hebdomadaire de trois heures ; temps indispensable pour la concertation, l'élaboration des projets d'aide, l'analyse des situations et l'échange d'information avec les partenaires (structures de soin ou autres). 

### Aide pédagogique
L'aide pédagogique est envisagée lorsqu’un élève fait face à des difficultés dans ses apprentissages scolaires. Les élèves sont sélectionnés selon l’intensité de leurs difficultés. Le RASED est là pour prévenir et analyser les difficultés signalées, afin de mettre en place un système de prévention, voire de remédiation à temps.  
La prévention et la remédiation mises en place sont variables d’un problème à un autre, c’est pour cela qu’on parle d’aide « spécialisée ». Les interventions passent par le biais d’exercices en petits groupes, en classe, voire à l'extérieur de la salle de classe et , définis par un projet à court ou moyen terme. Ce projet est connu de l’élève et des parents. Dessus, il est inscrit les difficultés que rencontrent les différents élèves, les objectifs spécifiques à chacun, les supports et stratégies utilisés, les temps de bilan prédéfinis, et enfin les modes d’évaluation. Souvent, le projet s’ajuste en cours de réalisation. Les principales difficultés à pallier sont celles de la lecture et de l’écriture, apprentissages fondamentaux tout au long de l’école primaire que l’on ne peut délaisser s’ils ne sont pas correctement acquis. 
Les temps d’intervention du RASED sont variables. Les élèves sont pris en charge le temps du projet, soit quelques heures par semaine environ, pendant le temps de classe dite normale. 
Finalement, l’aide apportée par l'enseignant à dominante pédagogique doit permettre d’aider les élèves à prendre conscience et maîtriser des attitudes et des méthodes de travail qui conduisent à la réussite et au progrès dans l’appropriation des savoirs et des compétences.
Concernant la formation de l'enseignant à dominante pédagogique, depuis 2017, le Certificat d'aptitude professionnelle aux pratiques de l'éducation inclusive et à la formation professionnelle spécialisée (CAPA-SH) à destination des enseignants du premier degré a été remplacée par un nouveau dispositif de formation préparant au Certificat d'aptitude professionnelle aux pratiques de l'éducation inclusive et à la formation professionnelle spécialisée (CAPPEI).

### Aide relationnelle
L'aide relationnelle met en œuvre des interventions spécifiques auprès d'élèves en difficulté dans leur "métier d'élève". Elle est en particulier indiquée quand il faut faire évoluer les rapports de l’enfant à l’exigence scolaire, restaurer l’investissement scolaire ou aider à son instauration.
En effet, si la réussite scolaire suppose que les processus cognitifs soient efficients, elle requiert aussi un bon fonctionnement des interactions avec le maître et les autres élèves, ainsi que des capacités à répondre aux sollicitations permanentes, et parfois pressantes, de l’institution scolaire.
Face à cela, certains enfants, du fait des conditions sociales et culturelles de leur vie ou du fait de leur histoire particulière, ne e satisfont pas aux exigences scolaires, parce qu'ils ne s’en croient pas capables, ou parce qu'ils ne peuvent se mobiliser pour faire face aux attentes (du maître, de la famille, etc.). L'aide à dominante relationnelle a pour objectif d’amener les enfants à dépasser ces obstacles, en particulier en les aidant à établir des liens entre leur « monde personnel » et les codes culturels que requiert l’école, par la création de médiations spécifiques. C’est la raison pour laquelle les aides spécialisées s’effectuent avec le concours des parents.
En relation avec le maître de la classe qui doit aussi se donner cet objectif, les aides à dominante relationnelle doivent favoriser un engagement actif de l’enfant dans les différentes situations, la construction ou la restauration de ses compétences d’élève. La (re)conquête de l'envie d’apprendre et de l’estime de soi, l’ajustement des conduites émotionnelles, corporelles et intellectuelles doivent permettre une meilleure efficience dans les activités proposées en classe et dans les apprentissages. C’est cette finalité qui ne doit pas être perdue de vue.
Concernant la formation de l'enseignant spécialisé à dominante relationnelle, celui-ci doit également suivre le dispositif de formation préparant au certificat d'aptitudes professionnelles aux pratiques de l'école inclusive (CAPPEI). 

### Aide psychologique (psychologuede l'éducation nationale)
L'aide psychologique contribue à l'analyse et au repérage des « situations problèmes », des difficultés ou des troubles des apprentissages qui émergent lors de la scolarisation d'un enfant à l'école primaire. Sa spécificité réside dans le fait qu'elle peut être conduite sur sollicitation des enseignants, des parents ou des élèves eux-mêmes. 
Le psychologue aide chacun à mettre en lien et en sens ce qui est  vécu dans la difficulté rencontrée par l'enfant à l'école : ce professionnel a donc une fonction de médiation entre la famille, l'institution scolaire et éventuellement les structures de soin concernées.
L'aide psychologique s'organise principalement autour de la mise en œuvre d'observations, d'entretiens cliniques (avec les enfants et leur famille), d'examens et de suivis psychologiques. Ces actions sont réalisées par le psychologue du RASED dans le respect du code de déontologie régissant sa profession : elles nécessitent de facto l'accord des parents de l'enfant concerné. 
Lorsque cela paraît souhaitable, le psychologue peut conseiller à la famille la consultation d'un service ou d'un spécialiste extérieur à l'école : orthophoniste, Centre de Référence des Troubles du Langage et des Apprentissages (CRTLA), Centre médico-psycho-pédagogique (CMPP) entre autres.
Le recrutement des psychologues de l’Éducation nationale s'effectue par concours. Les candidats doivent avoir effectué l'intégralité de leur cursus de formation en psychologie, de la licence au master.
Voici un tableau qui rend compte de l’évolution des effectifs du RASED au début des années 2000,: 
| Année | Option E | Option G | Psychologues | Totaux |
| 2006  | 7433     | 3796     | 3660         | 14889  |
| 2007  | 7665     | 3652     | 3712         | 15029  |
| 2008  | 7620     | 3497     | 3727         | 14844  |
| 2009  | 6020     | 2719     | 3683         | 12422  |
| 2010  | 6140     | 2715     | 3729         | 12584  |
| 2011  | 5733     | 2399     | 3733         | 11865  |
| 2012  | 4505     | 1779     | 3704         | 9988   |
| 2013  | 4557     | 1744     | 3709         | 10010  |

En particulier 5 000 postes ont été supprimés sous la présidence Sarkozy (2007-2012),. Aujourd’hui, le nombre de RASED a légèrement réaugmenté depuis la circulaire de 2014 mais le nombre de postes reste bien trop peu élevé face au nombre d’élèves grandissant qui font appel au réseau.

## Fonctionnement du réseau

### Un travail d'équipe
Pour que ces aides spécialisées soient mises en place, une concertation est organisée entre le directeur de l'école, les membres du réseau et l'enseignant qui a la charge de l'élève en difficulté. Cette première réunion permet de définir les modalités et le type d'aide à mettre en place.
C'est cependant l'enseignant spécialisé (à dominante pédagogique ou relationnelle selon le besoin) qui décide du projet le mieux adapté. Au préalable, il cherche à faire collaborer activement la famille de l'enfant. L'élève a aussi un rôle actif dans l'appréciation de ses progrès et de son niveau. À chaque étape importante de l'accompagnement, généralement en début, milieu et fin de processus, les parents sont sollicités. La réussite d'une aide spécialisée à l'école dépend donc d’une forte collaboration entre les acteurs que le projet regroupe : enfants, parents, enseignants et partenaires lorsqu'il y en a. On parle ainsi de co-enseignement, de co-intervention ou de co-éducation.
Les intervenants évaluent leurs propres actions, les différentes étapes du projet mis en place selon les progressions de l’élève. Ils sont ensuite eux-mêmes évalués par les inspecteurs de l'Éducation nationale (IEN) qui s’assurent de la pertinence et de l'efficacité de leurs interventions.  

### Un pôle ressource de circonscription
La nouvelle circulaire de 2014 introduit une nouveauté importante : le RASED fait partie d'un « pôle ressource de circonscription pour l'aide aux élèves et aux enseignants ». C'est l'inspecteur de l'Éducation nationale de circonscription « qui définit, après réflexion conjointe avec les membres du pôle, les axes stratégiques de mise en œuvre des aides aux élèves et aux enseignants ». L'objectif des personnels de ce pôle est « de prévenir et de remédier aux difficultés qui se manifestent dans les écoles afin d'améliorer la réussite scolaire de tous les élèves ». Font partie de ce pôle : les conseillers pédagogiques, les maîtres-formateurs, les enseignants référents aux usages du numérique, les enseignants référents pour la scolarisation des élèves handicapés, les psychologues scolaires et enseignants spécialisés, les enseignants itinérants ayant une mission spécifique, etc. « Les personnels sociaux et de santé de l'éducation nationale peuvent être associés… ». Sur le terrain, les modalités de fonctionnement du Rased sont arrêtées par l'inspecteur de l'Éducation nationale, en concertation avec les personnels spécialisés et le ou (les) conseil(s) des maîtres des écoles concernées.

## Limites du réseau
Comme le montre le tableau plus haut, le nombre de postes ouverts chaque année en RASED a subi une forte baisse depuis ses débuts. Malgré une légère hausse par rapport aux années précédentes, le nombre de postes reste bien trop peu élevé face à la demande grandissante des élèves en difficultés. Une première question se pose donc concernant les priorités politiques. La circulaire de 2014 tend à revaloriser les missions des RASED, mais les moyens accordés sont-ils réellement suffisants ?
Du fait du nombre limité des intervenants du RASED, les temps de disponibilités sont restreints et la prise en charge en subit les conséquences. Le temps accordé à chaque école est parfois trop court pour pouvoir aboutir au projet ou pallier en profondeur les difficultés combattues. 
Toujours lié au manque de personnel, on remarque parfois un temps assez long entre le moment de la demande de prise en charge et l’intervention effective. Cela peut jouer en défaveur de l’élève, qui peut s’ancrer dans l’échec scolaire et ainsi accumuler les difficultés dans plusieurs domaines.